# Хайтман, Фриц
Фриц Хайтман (нем. Fritz Heitmann; 9 мая 1891, Гамбург — 7 сентября 1953, Берлин) — немецкий органист.
Первые уроки музыки получил у своего отца, затем учился в Гамбургской консерватории и в 1909—1911 гг. в Лейпцигской консерватории у Макса Регера, Карла Штраубе и Йозефа Пембаура. В 1912—1914 гг. органист кафедрального собора в Шлезвиге, в 1918—1932 гг. — Мемориальной церкви кайзера Вильгельма в Берлине, с 1932 г. и до конца жизни — Берлинского кафедрального собора. Гастролировал по европейским странам и в США. С 1920-х и до 1950-х гг. осуществил ряд записей, в том числе одну из первых полных записей «Искусства фуги» Иоганна Себастьяна Баха (1950).
С 1923 г. преподавал в Берлинской школе церковной музыки, затем также в Консерватории Штерна.